# Oficer (pociąg pancerny)

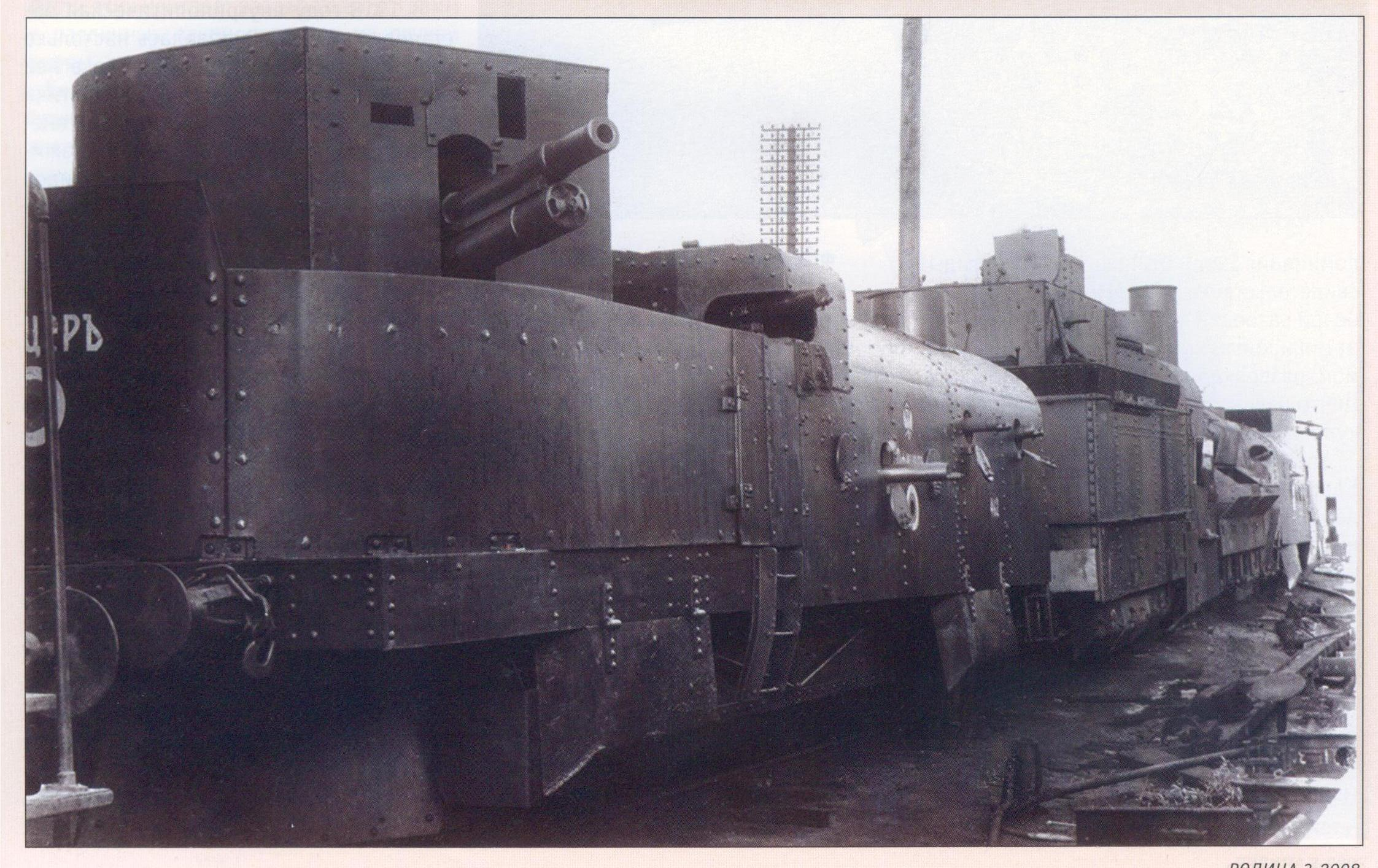
Pociąg pancerny Oficer.

"Oficer" (ros. Бронепоезд "Офицер") – lekki pociąg pancerny białych podczas wojny domowej w Rosji
Po zdobyciu Jekaterynodara przez Armię Ochotniczą 3 sierpnia 1918 r., wycofujące się w kierunku noworosyjska oddziały bolszewickie zniszczyły most kolejowy na rzece Kubań. Pociągi pancerne białych nie mogły ich ścigać. W tej sytuacji 7 sierpnia tego roku zbudowano z pozostawionych przy lewym brzegu rzeki platform kolejowych lekki pociąg pancerny. Pierwotnie składał się z 1 odkrytej platformy z działem i 2 opancerzonych platform z karabinami maszynowymi. Dowódcą został kpt. Charkowcew. 9 sierpnia podczas walki na stacji Abinskaja zdobyto jeszcze jedną zakrytą platformę z działkami małokalibrowymi, na którą przeniesiono działo. 11 sierpnia na stacji Tonnielnaja załoga pociągu rozbiła sztab jednego z oddziałów bolszewickich. 13 sierpnia pociąg wdarł się do Noworosyjska, gdzie zdobył 2 bolszewickie pociągi pancerne. Prawdopodobnie 16 sierpnia został nazwany "Oficer" (według części źródeł nastąpiło to w listopadzie). Na przełomie sierpnia i września brał udział od strony stanicy Kawkazkaja w ataku na Armawir. Podczas walki w rejonie stacji Gulkiewicz została uszkodzona platforma z karabinami maszynowymi, ale udało mu się wycofać i załoga naprawiła uszkodzenia. Po zdobyciu Armawira 3/4 września, pociąg uczestniczył wraz z ciężkim pociągiem pancernym "Jedna Rosja" w walkach na linii kolejowej Armawir-Niewinnomysskaja. 8 września pod wsią Uspienskoje został ciężko ranny kpt. Charkowcew. Dowództwo przejął por. Chmielewski. 10 września pociąg przejechał na linię kolejową Armawir-Tuapse, gdzie wraz z pociągiem pancernym "Jedna Rosja" powstrzymywał natarcie bolszewickiej Armii Tamańskiej. Po utracie Armawira 13 września, skierowano go na linię kolejową stanica Kawkazkaja-Armawir, na której działał do 17 września. Następnie skierowano go do Noworosyjska na remont. Pod koniec października powrócił na front. Składał się wówczas z 2 platform z karabinami maszynowymi i wagonu desantowego. Dowódcą był płk Jonin. Pociąg przejechał na linię kolejową Stawropol-stanica Kawkazkaja, gdzie uczestniczył w natarciu na Stawropol. 31 października podczas walki na stacji Pałagiada kocioł parowozu otrzymał bezpośrednie trafienie. Pociąg ledwo wycofał się w stronę stacji Ryzdiana. O jego działaniach bojowych pod koniec 1918 r. i w 1919 r. niewiele wiadomo. Wchodził w skład 2 Dywizjonu Pociągów Pancernych. 30 marca 1919 r. w rejonie stacji Chacepietowka zdobył bolszewicki pociąg pancerny "2 Syberyjski Pociąg Opancerzony". W nocy z 19 na 20 września wraz z pociągiem pancernym "Jedna Rosja" zdobył stację kolejową Kursk, dzięki czemu wojska białych zajęły miasto. W październiku uczestniczył wraz z ciężkim pociągiem pancernym "Iwan Kalita" w ataku na Orzeł. W tym czasie otrzymał 3 działa 76 mm. W wyniku kontrofensywy wojsk bolszewickich wycofywał się na Kubań. Do 27 lutego 1920 r. znajdował się w Jekaterynodarze dla ochrony dowództwa i sztabu wojsk białych. 28 lutego tego roku przejechał do Noworosyjska, gdzie załoga pozostawiła go w związku z ewakuacją na Krym. Tam na bazie pociągu pancernego "Sława Kubaniowi" został odtworzony pociąg pancerny "Oficer" z tą samą załogą. Pod koniec października został on porzucony.